# 绿珊穴蟹
绿珊穴蟹（学名：Troglocarcinus viridis）为珊隐蟹科珊穴蟹属的动物。分布于日本、缅甸、越南以及中国大陆的广东、香港等地，生活环境为海水，主要栖息于卷曲陀螺珊瑚上。
其种加词“viridis”意为“绿色的”。